# Panzerbüchse 35(p)

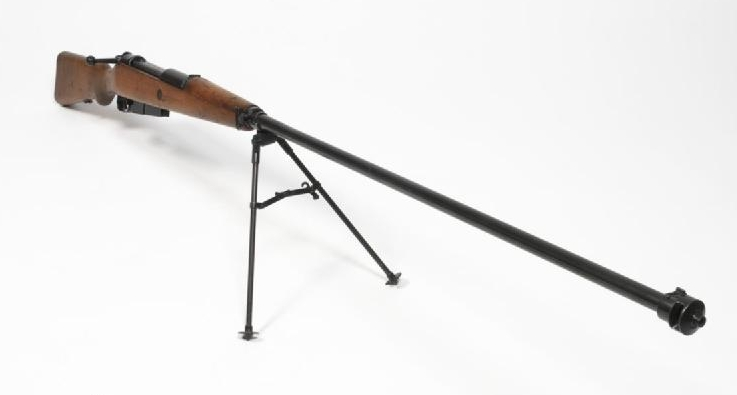
Протитанкова рушниця
зразка 35

Протитанкова рушниця зразка 35 (пол. Karabin przeciwpancerny wzór 35, також kb ppanc wz.35; нім. Panzerbüchse Modell 1935) — польська протитанкова рушниця, що використовувалась польською армією у 1935–1939 роках.
Конструктором цієї рушниці був інженер Йозеф Марожек (пол. Józef Maroszek). Гвинтівку випускав завод Panstwowa Fabryka.
Весь принцип дії цієї моделі полягав в тому, що патрон 7,92*107 мм мав дуже високу початкову швидкість. При початковій швидкості 1200 м/с куля була здатна пробивати броню товщиною понад 30 мм, тому Марожек і використовував цей патрон для своєї рушниці. Однак платою за таку високу початкову швидкість кулі було швидке зношування ствола. Зазвичай він потребував заміни після 900 пострілів, а часто навіть менше 300.
Коли у вересні 1939 року нацисти захопили Польщу, виробництво протитанкової рушниці Марожека перейшло під їх контроль, а Вермахт офіційно прийняв цю рушницю на озброєння. У 1942 році, коли танкова броня стала товстішою, рушниці Марожека почали застосовувати для боротьби з радянськими ДЗОТами і ДОТами. На озброєнні німецької армії рушниця була до 1945 року.